# Miren Azkarate
Miren Karmele Azkarate Villar (San Sebastián, Guipúzcoa, 27 de noviembre de 1955) es una filóloga, política y catedrática española.
Es académica de número de la Real Academia de la Lengua Vasca. Anteriormente desempeñó el cargo de consejera de cultura y portavoz del Gobierno Vasco.

## Biografía
Miren Azkarate nació en San Sebastián el 27 de noviembre de 1955. Se licenció en Filosofía y Letras en la Universidad de Deusto y se doctoró en Filología vasca en la Universidad del País Vasco.
Entre 1978 y 1988 fue profesora de Morfosintaxis y Lexicografía en la Facultad de Filología Vasca de la Universidad de Deusto. Desde 1988 es profesora en la Universidad del País Vasco y catedrática de Filología Vasca. Entre 1996 y 1997 fue Vicerrectora de Euskera de la Universidad del País Vasco.
En 1983 fue nombrada urgazle (miembro correspondiente) y 1992 fue nombrada euskaltzain oso (académica de número) por la Real Academia de la Lengua Vasca, siendo la primera mujer en ser nombrada académica de número por la Academia (silla 23ª), bajo el mandato del euskaltzainburu Jean Haritschelhar; y actualmente junto a Laura Mintegi y Blanca Urgell, de las pocas mujeres en la Academia.
Miren Azkarate fue Consejera de Cultura del Gobierno Vasco en las VII y VIII legislaturas, de 2001 a 2009, y portavoz del Gobierno desde 2004 hasta 2009, durante el mandato de Juan José Ibarretxe.
Posteriormente ha sido concejala de San Sebastián, de 2011 a 2018.